# Gimonäs

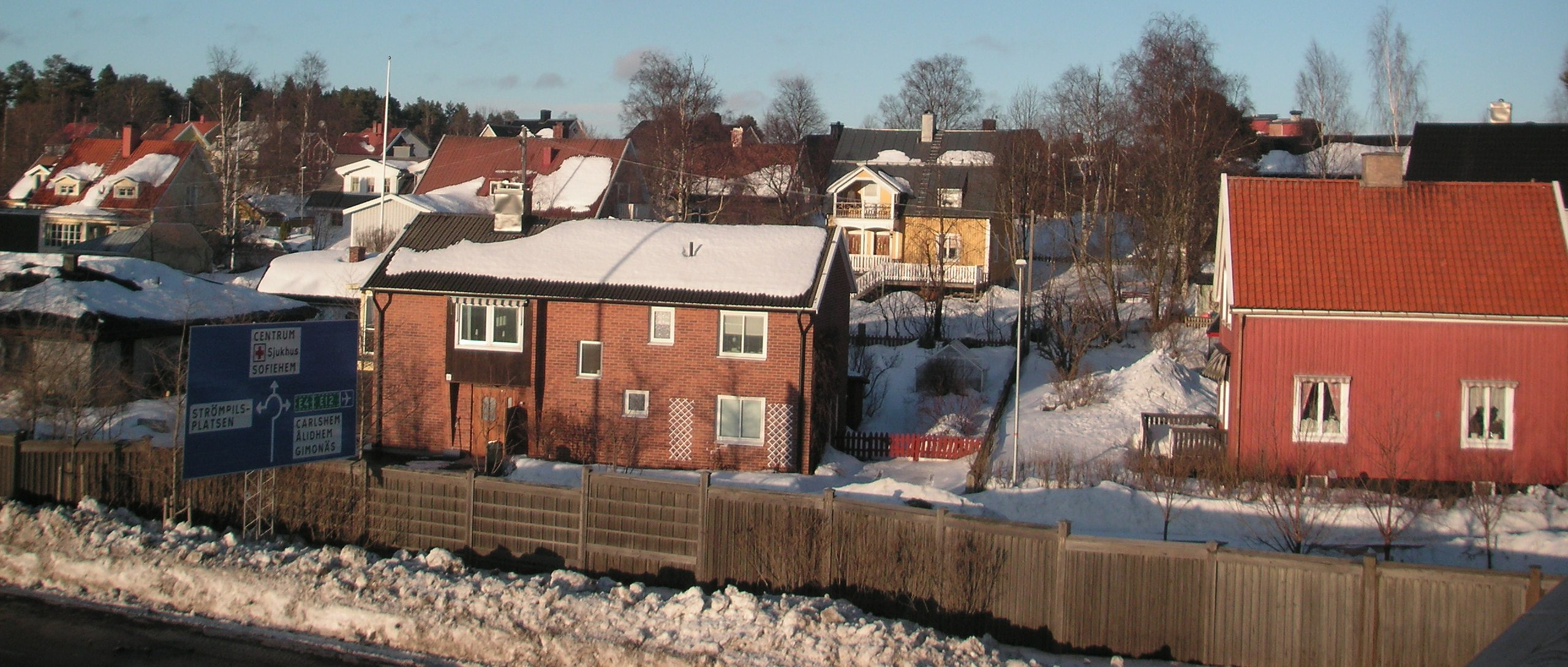
Sydvästra Gimonäs intill Blå vägen.

Gimonäs är en stadsdel belägen i sydöstra delen av Umeå, mellan Sofiehem, Carlshem och handelsområdet Strömpilen vid Umeälven. 

## Etymologi
Gimonäs har fått sitt namn av företaget Gimo Kol AB som 1917 anlade ett sågverk och en kolningsanläggning vid Umeälven nedanför nuvarande Returmarknaden (festlokalen Fabriken). Företaget hörde hemma i den uppländska bruksorten Gimo.

## Historia

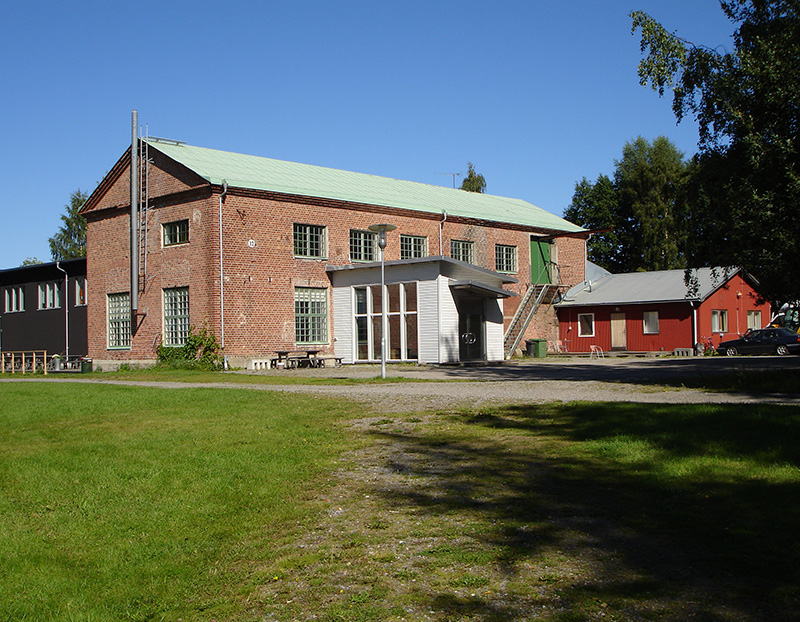
Pannhuset till Gimonäs ångsåg, nuvarande festlokalen Fabriken, fotograferat 2015.

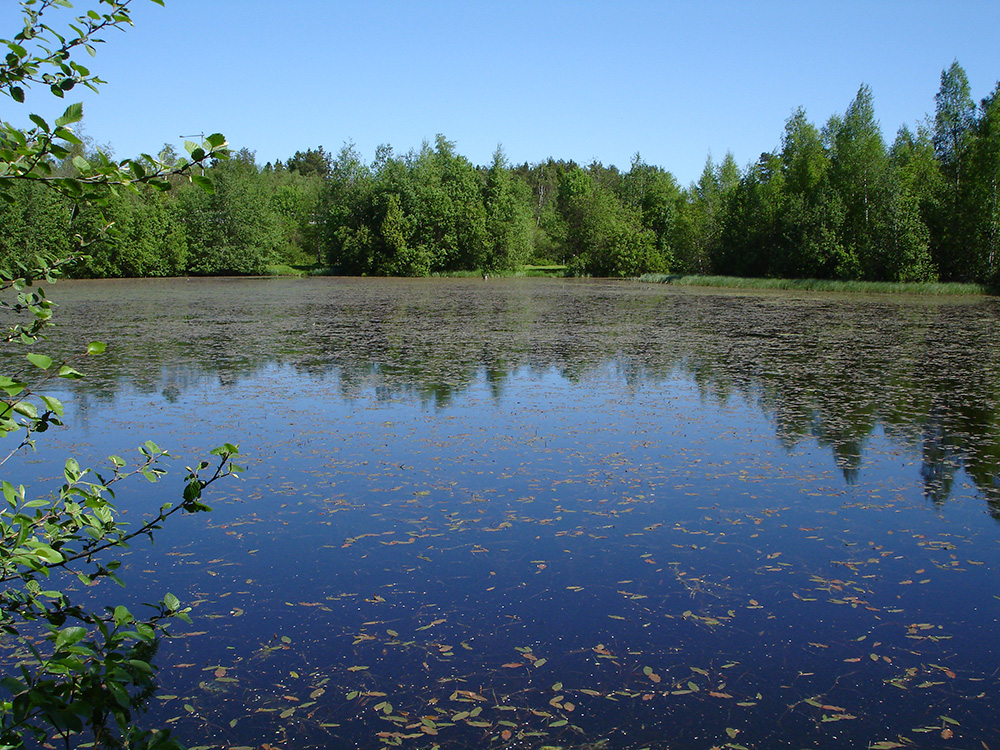
Sofiehemsdammen finns kvar men ligger numera inom stadsdelen Gimonäs.

Det område som nu är Gimonäs utgjorde fram till början av 1900-talet byarna Öns och Tegs utmarker. År 1917 anlades en ångsåg vid Umeälven strax nedströms Sofiehems sågverk av företaget Gimo Kol AB, ett dotterbolag till det uppländska bruksföretaget Gimo-Österbybruk AB. Förutom de båda sågverken fanns då även ett tegelbruk och en lådfabrik i området. Invid sågverket anlades kolugnar där träspillet från sågningen omvandlades till träkol för användning i koncernens järnbruk i Mellansverige.
Gimo Kol AB började bygga bostäder åt sina anställda 1918, till att börja med en grupp om sex hus med fyra enrumslägenheter i varje. Husen stod i två rader och mellan dem fanns uthus. Dessa hus stod på Kolvaktargränd i södra delen av Gimonäs och ett av dem fanns kvar i ursprungligt skick ännu i slutet av 1990-talet. Senare byggdes fler arbetarbostäder samt en förvaltarbostad och två kolarbaracker. Arbetarbostäderna hade rinnande vatten som dragits dit från en kallkälla i närheten. I ett av husen fanns gemensam tvättstuga.
I slutet av 1920-talet tog AB Scharins Söner över Sofiehems sågverk och anlade Sofiehems träsliperi (som nu ingår i Strömpilens handelsområde). Företaget rev sågverkets gamla arbetarbostäder, som legat vid Sofiehemsdammen, och ersatte dem med 67 avstyckade egnahemstomter i området från dammen och söderut fram till Sågställarvägen, det vill säga i norra delen av det som nu kallas för Gimonäs. Fram till 1930-talets mitt uppfördes ett 40-tal egnahem i detta område, ofta ritade av Sofiehems fabriksfaktor K Lindahl. I allmänhet rörde det sig om tvåfamiljshus i två våningar som värmdes upp med kakelugnar. Elektricitet fanns redan från början men däremot inte rinnande vatten och avlopp. Till varje hus hörde vedbod och utedass. Först på 1940-talet infördes centralvärme, vatten och avlopp.
När Gimosågen lades ned 1939 bromsades stadsdelens utveckling för en tid, trots att Sofiehems träsliperi och dess efterträdare Bowaters fortsatte sin verksamhet. På 1950-talet planlades Sofiehem och Gimonäs för småhus och bebyggelsen växte kring Gimoplan. Ytterligare villor tillkom under 1960- och 1970-talen. Idag anses Sofiehem-Gimonäs vara kulturhistoriskt värdefullt eftersom det är det enda egnahemsområde i Umeå som bevarat sin enhetlighet och särprägel.

## Sevärdheter

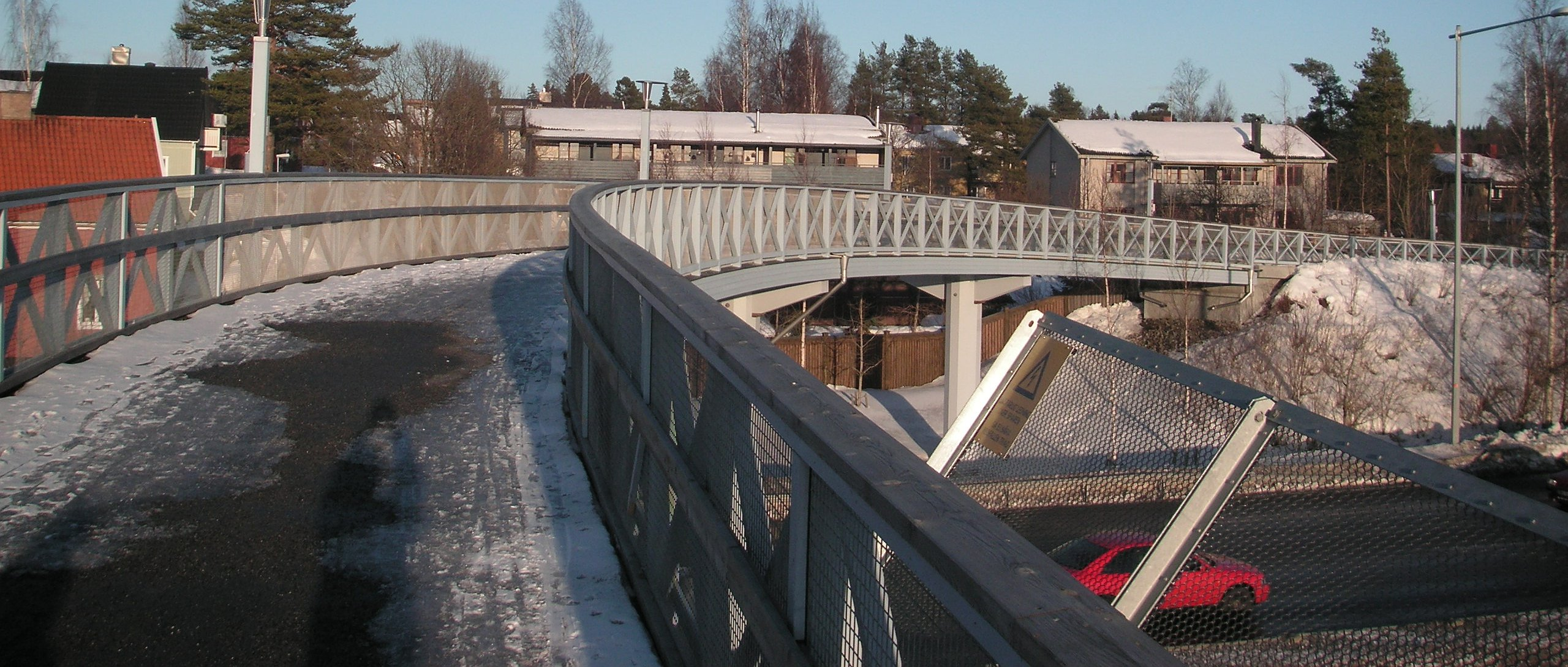
Vy mot Gimonäs från träbron.

Här byggdes 2006 Sveriges längsta träbro, som är av limträ och leder från Gimonäs över Botniabanan och Blå vägen och vidare ner till handelsområdet Strömpilen. Inför bygget av bron angavs längden till 230 meter, vilket är 12 meter längre än den dittills längsta träbron i Sverige, Lejonströmsbron i Skellefteå.

## Föreningsliv
Gimonäs CK är en anrik idrottsklubb från stadsdelen med inriktning på cykel, och tidigare även fotboll, där laget som bäst spelat i Sveriges näst högsta division. Fotbollsverksamheten lades ned 2002, sedan ungdomssektionen brutit sig ut och bildat Gimonäs Ungdoms IF, varpå GCK tvingades sälja arenan Gimoborg till Umeå kommun, som senare upplåtit området för bostadsbyggande. 
En av klubbens mest kända utövare är fotbollstränaren Lars Lagerbäck. Parallellt med studier vid Umeå universitet spelade han fotboll i Gimonäs CK, där han 1970 även anställdes som kanslist. Under de följande åren kvalspelade klubben två gånger för uppflyttning till division 2 utan att lyckas. Lagerbäck själv spelade som ytterhalv, men var dock ofta reserv.